# Guarany
Guarany è un film del 1950 diretto da Riccardo Freda.
Il soggetto è tratto dal romanzo O Guarani di José de Alencar e prodotto dalla Universalia Film.

## Trama
Tra il 1840 e il 1870 la vita di Carlo Gomes, figlio di un musicista in un remoto villaggio del Brasile. Fin da ragazzo ama la musica, ma è ostacolato dal padre, la madre che invece lo incoraggia muore in giovane età. Divenuto maggiorenne, Carlo abbandona il villaggio, anche se legato di affetto con Lindita. A Rio de Janeiro, per un caso, viene a contatto con l'imperatore Pedro II, che l'apprezza e gli assegna una borsa di studio. A Lisbona conosce Jacqueline, una cantante, che gli è d'aiuto e l'accompagna in Italia: per lei Gomez scrive delle operette, che hanno molto successo. L'operetta però non lo soddisfa, e da Lindita viene spinto verso musica più seria. Compone allora l'opera "Il Guarany". Vario genere di ostacoli e soprattutto l'ostilità di Jacqueline s'oppongono alla rappresentazione dell'opera. Mentre Gomez è preso dallo sconforto, Lindita, a sua insaputa, riesce a far leggere lo spartito a Verdi, che ne rende possibile la rappresentazione alla Scala. Il pubblico accoglie l'opera con gran favore: Gomez, realizzando quanto debba a Lindita, corre da lei, per averla vicina nel momento del successo.

## Produzione
- Esterni girati in Brasile, interni Studi Titanus.
- Guarany, settimo film di Riccardo Freda, che ne curò anche sceneggiatura e montaggio, passò quasi inosservato, accolto sfavorevolmente dalla critica e quasi ignorato dal pubblico.

## Accoglienza

### Critica
"[...] Film con una lentezza addirittura snervante [...] inoltre Gomez è, almeno da noi, molto meno popolare di Verdi, Chopin ecc. [...] Vilar non ha sentito la parte [...] Gianna Maria Canale una bella statua [...] a posto Mariella Lotti". (R. Morazzani Pietri, "Hollywood", n. 284 del 1951).

## Curiosità
- Antônio Carlos Gomes (1836-96), compositore brasiliano che dal 1864 al 1880 soggiornò e lavorò in Italia, dove compose anche operette e canzoni che divennero popolari.
- Il Guarany di Antônio Carlos Gomes, libretto di Antonio Scalvini e Carlo d'Ormeville, tratto dal romanzo O Guarani di José de Alencar è un'opera-ballo in quattro atti la cui prima rappresentazione italiana fu a Milano, Teatro alla Scala, il 19 marzo 1870.
- La prima rappresentazione in Brasile fu a Rio de Janeiro, il 2 dicembre 1870, per il 55º compleanno dell'Imperatore Pedro II.
- Questo film rappresenta la prima esperienza cinematografica di Rossella Falk, appena uscita dall'Accademia d'arte drammatica di Roma. Lo stesso si può dire per Fulvia Mammi, per Paolo Panelli e per Tino Buazzelli.